# إنسانية حيوانية

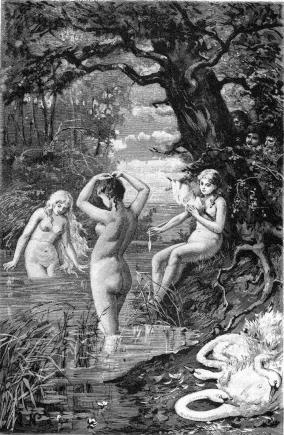
فالكيريس بعد تجرّدهم من جلد البجع.

في الميثولوجيا، الإنسانية الحيوانية (بالإنجليزية: Therianthropy)‏، هي القدرة الأسطورية للبشر على التحول إلى حيوانات أخرى عن طريق تغيير شكلها. رسومات الكهوف الموجودة في ليس تريوس فريريس في فرنسا تصور المعتقدات القديمة في هذا المفهوم. وأكثر ما يتواجد هذا المفهوم في القصص المتعلقة بالمستذئبين. 
يأتي مصطلح "therianthropy" من therion اليونانية [θηρίον] ، أي «حيوان برّي» أو «وحش» (ضمنيًا الثدييات)، و anthrōpos [ςος]، بمعنى «كائن بشري». ويتم استخدام هذا المصطلح في فولكلور تحول الحيوانات في أوروبا في وقت مبكر من عام 1901. بعض الأحيان يستخدم مصطلح «اللاكتريا السريرية» بدلاً من ذلك.
تم استخدام المصطلح لوصف المعتقدات الروحية في تحول الحيوانات في منشور ياباني صدر عام 1915 بعنوان «تاريخ الشعب الياباني من العصور القديمة إلى نهاية عصر ميجي». يثير أحد المصادر، «الإنسان المفترس»، احتمال استخدام المصطلح في وقت مبكر من القرن السادس عشر في المحاكمات الجنائية لمن يتشبه به أنه مستذئب.